# Inbar Lanir
Inbar Lanir (3 de abril de 2000) é uma judoca israelense.

## Carreira
Lanir compete na categoria de peso abaixo de 78 kg. Esteve nos Jogos Olímpicos de Verão de 2020 em Tóquio, onde conquistou a medalha de bronze no confronto por equipes mistas como representante de Israel, conjunto de judocas que derrotou o time russo.
Em 2023, obteve o ouro no Campeonato Mundial, em Doha, depois de vencer Audrey Tcheuméo por ippon na final.